# Autochloris xenedorus
Autochloris xenedorus är en fjärilsart som beskrevs av Druce 1884. Autochloris xenedorus ingår i släktet Autochloris och familjen björnspinnare. Inga underarter finns listade i Catalogue of Life.